# Петерс Латыш
«Петерс Латыш» (фр. Pietr-le-Letton) — детективный роман Жоржа Сименона, где одним из главных действующих лиц впервые становится комиссар Мегрэ, герой его популярной серии романов и рассказов. Ранее Мегрэ эпизодически упоминался в предыдущих произведениях писателя, играя второстепенную роль.
Предварительная публикация романа прошла в еженедельнике издательства «Фаяр», где он выходил с июля по октябрь 1930 года, а в книжном варианте увидел свет в мае 1931 года. Это была первая книга, опубликованная под полным именем и фамилией писателя, издававшегося ранее под различными псевдонимами. Серия романов о комиссаре Мегрэ приобрела мировую известность, обновив жанр детективной литературы. В 1966 году в голландском Делфзейле, где, по утверждению Сименона, был создан роман и соответственно «родился» комиссар Мегрэ, был установлен памятник этому литературному герою. Книга неоднократно адаптировалась на телевидении. Согласно опросу, проведённому во Франции, «Петерс Латыш» занимает 84-е место в списке «100 книг века по версии Le Monde».
В оригинале роман называется «Пьетр Латыш». Имя персонажа, Пьетр, возможно, является искаженным русским именем «Пётр» или польским «Piotr», но также созвучно с французскими словами pitre («шут, паяц») и piètre («дрянной, ничтожный, жалкий»); первое из этих созвучий впрямую обыгрывается в тексте.

## Сюжет
Комиссар первого класса Жюль Мегрэ из первой оперативной бригады парижской криминальной полиции получает телеграмму из Международной комиссии криминальной полиции. В ней приводится описание внешности и маршрут перемещения по Европе международного преступника Петерса Латыша, возглавляющего банду мошенников. Стало известно, что он должен прибыть в столицу Франции на Северный вокзал на поезде Норд-Экспресс. Мегрэ отправляется на вокзал, где по описанию узнаёт в пассажире, вышедшем из поезда, разыскиваемого им преступника. Однако он не успевает предпринять в отношении него никаких действий, так как узнаёт, что в вагоне поезда, где находился Латыш, произошло убийство. Выясняется, что преступление было совершено в туалете, а погибший был убит выстрелом в упор в область сердца. Осмотрев труп, Мегрэ устанавливает, что убитый поразительно подходит под криминалистическое описание Латыша, который, как ранее был уверен комиссар, покинул вокзал живым и невредимым.
Латыш поселяется в фешенебельном отеле «Мажестик» под именем Освальда Оппенхайма, где публично общается с американским миллиардером Мортимером Ливингстоном и его женой. После появления комиссара Латыш скрывается из отеля, переодевшись бродягой. Полиция начинает расследовать деятельность банды, члены которой в отместку совершают покушение на комиссара, ранив его в бок, и убивают бригадира Торранса, находившегося в отеле по поручению комиссара. Петерс возвращается в гостиницу, где с ним встречается Мегрэ. Во время их разговора Мортимера убивают из пистолета в его собственном номере. По горячим следам по подозрению в убийстве была задержана Анна Горскина, отрицающая свою вину.
В ходе расследования выясняется, что убитый в поезде человек — это настоящий Петерс Латыш. А его место занял брат-близнец Ханс Йохансон; они родились и жили в детстве в российском Пскове. Однако они значительно отличались по характеру: Петерс обладал организаторскими способностями, умел находить общий язык с окружающими, а Ханс был менее удачлив, восхищался братом и в то же время завидовал ему. Петерс после учёбы в Тартуском университете организовал банду мошенников и привлёк туда брата, находившегося у него в полном подчинении из-за бедности и алкоголизма. Петерс ни во что не ставил брата, называл его пьяницей, но продолжал пользоваться его услугами по подделке документов и банковских чеков. Петерс также женится на женщине, в которую влюблён Ханс. Мучимый ревностью, Ханс решает занять место брата-близнеца и с этой целью убивает его в поезде. Прибыв в Париж, он от лица Петерса ведёт переговоры с Мортимером — воротилой, планировавшим союз с Петерсом. Однако американец сумел раскусить подлог Ханса и стал настаивать на том, чтобы Йохансон продолжил играть эту роль, так как в противном случае миллиардер мог потерять связь с организованной преступностью, которую он финансировал. Любовница Ханса Анна решает избавиться от Мортимера, убив его, чтобы Ханс мог начать новую жизнь. Мегрэ настигает Ханса в нормандском Фекане, где живёт жена Петерса с детьми. Йохансон рассказывает ему про свою несчастную жизнь, после чего с молчаливого согласия комиссара, решившего не арестовывать его, стреляется из пистолета. Позже, благодаря показаниям Анны, убийца Торранса был задержан и помещён в тюрьму, где его ожидает смертная казнь.

## История создания

### Предыстория
Жорж Сименон родился 13 февраля 1903 года в бельгийском Льеже в малообеспеченной семье служащего страховой компании. Ещё будучи учеником колледжа, Сименон начал подрабатывать в редакции католической «Газетт де Льеж», где вёл полицейскую хронику. Будущему писателю не пришлось доучиться, поскольку его отец серьёзно заболел. В 1921 году был опубликован его первый роман «На Арочном мосту», наполненный бельгийскими реалиями, представленными в юмористическом духе. В этом же году умер его отец. В 1922 году, отбыв воинскую повинность, Сименон отправился в Париж, где вскоре принял французское гражданство. Какое-то время он подрабатывал в газетах и журналах в отделах судебной хроники. Также в столице Франции он пытался добиться успеха и литературной деятельностью.
Его многочисленные рассказы этого периода, которые он позже невысоко оценивал, так как они были написаны с целью заработка, появились на страницах ряда парижских журналов и газет. В 1924 году вышло первое крупное произведение писателя, созданное во Франции, — «Роман машинистки». Начиная с того года всего за десять лет Сименон опубликовал множество романов, более тысячи рассказов различной тематики и под несколькими десятками псевдонимов, наиболее известным из которых является Жорж Сим. В этот период времени он обращается и к детективной литературе, создав несколько романов в этом жанре: «Нокс Неуловимый» (1926), «Мадемуазель Икс» (1927) и несколько с сыщиком Ивом Жарри. Он становится коммерчески успешным писателем, значительно улучшает своё материальное положение и решает приобрести небольшой корабль для путешествий.

### Создание
Место и время создания романа «Петерс Латыш» определить проблематично, так как существует несколько противоречивых версий об обстоятельствах его появления. Наибольшее распространение получила история, изложенная Сименоном в его мемуарах и интервью. Зимой 1928—1929 года по заказу писателя была построена небольшая моторная одномачтовая яхта, названная им «Остгот» (фр. Ostrogoth). Весной вместе с женой он начал путешествие по каналам Франции и Бельгии, откуда по рекам Маас и Рейн добрался до Нидерландов. Оттуда он вышел в Северное море, по которому достиг немецких портовых городов Бремен и Вильгельмсхафен. Ему нравилось работать на паруснике, он печатал свои романы в тёплой каюте, отдыхал на палубе и наслаждался жизнью. На обратном пути яхта следовала вдоль побережья Голландии, где Сименон решил перезимовать, так как судно получило пробоину. Они остановились в портовом городе Делфзейл, где писатель стал обдумывать свой новый роман, в котором расследование будет вести самый известный его персонаж — комиссар Жюль Мегрэ. Он появляется уже на страницах повести «Поезд ночи», написанной им также в Делфзейле, как раз непосредственно перед романом «Петерс Латыш», но играет там второстепенную роль.
Сименону очень нравилась атмосфера провинциального городка, царившие там тишина и покой. В первый же день пребывания там он обдумывал характер своего героя, его внешность, привычки. В своих мемуарах «Я диктую» писатель вспоминал, что по утрам он заходил в кафе, чтобы выпить немного джина, после чего возвращался в каюту своего корабля, где работал над книгой. Имеются сведения, что над романом он работал на пришвартованной рядом с «Остготом» бесхозной барже, так как на его яхте проводился ремонт, а нанятые им для этого рабочие мешали сосредоточиться. На этой полузатопленной барже он «оборудовал» свой рабочий кабинет, приспособив для этого два ящика: на один поместил пишущую машинку, а на том, что поменьше, сидел сам. По утверждению автора, на процесс создания романа ушло всего около четырёх-пяти дней. По окончании работы он в целом был доволен полученным результатом, так как, по его собственным словам, роман «отнюдь не шедевр, и тем не менее им отмечен новый рубеж в моей жизни». Также он вспоминал, что первоначально думал сделать Мегрэ героем только одного романа и не предполагал, что «комиссар станет спутником всей моей творческой биографии».
Согласно версии Сименона, перечитав книгу, он пришёл к выводу, что она отличается от всего того, что было ранее им создано, и решил продолжить писать в том же духе. В трёх следующих его романах: «Господин Галле скончался», «Повесившийся на дверях церкви Сен-Фольен», «Коновод с баржи „Провидение“» также появляется комиссар Мегрэ. С этими произведениями писатель решил отправиться в Париж на поезде, чтобы добиться их опубликования. Он стремился к тому, чтобы они вышли в более престижной серии, которую он про себя называл «промежуточной, полулитературной», а не в развлекательной, как было до того в его писательской практике. В Париже он передал новые романы в издательство «Фаяр», где после некоторых сомнений всё же пришли к выводу, что они достойны публикации.
Через несколько дней после того как его романы были получены издательством, Сименона вызвал к себе Артем Фаяр, известный тем, что у него было «безошибочное чутьё». Глава издательства, сделав несколько замечаний, всё же сказал, что рискнёт их опубликовать, хотя и не исключает возможную «катастрофу»:
— Что вы, собственно говоря, тут настрочили? — спросил он. — Ваши романы не похожи на настоящий детектив. Детективный роман развивается, как шахматная партия: читатель должен располагать всеми данными. Ничего похожего у вас нет. Да и комиссар ваш отнюдь не совершенство — не молод, не обаятелен. Жертвы и убийцы не вызывают ни симпатии, ни антипатии. Кончается всё печально. Любви нет, свадеб тоже. Интересно, как вы надеетесь увлечь всем этим публику?
Фаяр также пообещал, что он примет сочинения о Мегрэ к публикации, при условии, что Сименон напишет ещё шесть романов в подобной манере, чтобы был сделан необходимый запас книг, с которым можно было бы приступить к изданию серии по одной в месяц. Позже писатель вспоминал свои ощущения после заключения этого соглашения: «Я с облегчением вернулся в Делфзейл, где нашёл своё судно: на нём я чувствовал себя дома. Изо дня в день я стал писать то, что позднее назвали „циклом Мегрэ“».
По другим сведениям, создание романа могло происходить на борту «Остгота» на протяжении зимы 1929—1930 годов не в Делфзейле, а в Ставорене. Также предполагается, что в порту, где ремонтировалась яхта Сименона, был написан другой роман. По уточнённым данным, вероятно, окончание романа «Петерс Латыш» имело место в апреле или мае 1930 года на борту «Остгота», но во время пребывания судна на реке Сена, когда оно было пришвартовано в районе Морсан-сюр-Сен (департамент Эссонн) или шлюза Ситангетт.

## Публикация
Предварительная публикация романа «Петерс Латыш» прошла в еженедельнике издательства «Фаяр» «Рик и Рак», где он вышел в виде 13 выпусков (№ 71—83) с 19 июля по 11 октября 1930 года. В феврале 1931 году в печать выходят первые книги из серии о комиссаре Мегрэ. В книжном варианте «Петерс Латыш» был издан в мае 1931 года. Это была первая книга, опубликованная под полным именем и фамилией писателя. В течение нескольких месяцев после французского издания появились переводы на несколько европейских языков. Первые романы имели значительный читательский успех во Франции, а через непродолжительное время к Сименону пришло и мировое признание.

## Комиссар Мегрэ
Ещё до романа «Петер Латыш» Сименон обращался к жанру детектива, написав несколько книг про сыщика Ива Жарри, который, по признанию писателя, отчасти повлиял на развитие образа Мегрэ. Как отмечается в литературоведении, их сходство проявляется не только во внешности, но и в методе расследования: «Он также живёт многими жизнями, часто других людей, в которых по своей воле перевоплощается». В 1968 году Сименон подчёркивал, что задумал своего детектива как своеобразного врачевателя, который не только стремится получить полное представление о своём «больном», но и готов дать совет, принять участие в судьбе человека, преступившего закон. Он понимал Мегрэ как некоего «наладчика» жизни людей, с которыми ему приходится сталкиваться по долгу службы в полиции: «Это то же самое, что бродячие мастера, которые чинят мебель и склеивают посуду… Я и тогда считал, что врач важнее, чем духовник…», — говорил автор
В романе Мегрэ 45 лет, и он мало изменится внешне в последующих книгах, но претерпит изменения психологического плана. В романе у него уже есть жена-домохозяйка, а сам он описывается как широкоплечий, крупный и костистый человек, в шляпе-котелке и плотном драповом пальто с бархатным воротником. Здесь также появляются такие постоянные атрибуты и привычки Мегрэ, как неизменная трубка в зубах, печка в его кабинете, заказ пива и сэндвичей из соседнего с управлением кафе. В романе уже фигурирует помощники комиссара, появляющиеся в последующих книгах. Торранс, один из них, был убит, но позже был «воскрешён», что писатель объяснил тем, что он просто забыл про его гибель. Если в первом романе Мегрэ фактически ещё не главный персонаж, то в последующих он приобретает большее значение и впоследствии играет ведущую роль.

## В культуре
В 1966 году в голландском городке Делфзейле, где, по утверждению Сименона, был создан роман и «родился» комиссар Мегрэ, установили памятник этому литературному герою работы скульптора Питера-де-Хонта. Во время торжественного открытия Сименону официально вручили свидетельство о «рождении», где значилось следующее: «Мегрэ Жюль, родился в Делфзейле 20 февраля 1929 года…. в возрасте 44-х лет… Отец — Жорж Сименон, мать неизвестна…».
Роман был экранизирован на телевидении несколько раз. В 1963 году в Англии режиссёром Рудольфом Картье был поставлен фильм в составе сериала «Мегрэ» с Рупертом Дэвисом в главной роли. В 1967 году по роману был снят одноимённый эпизод нидерландского сериала «Мегрэ», роль комиссара в котором исполнил Ян Теллингс. В 1972 году режиссёром Жан-Луи Мюллером был выпущен французский телевизионный фильм «Петерс Латыш», роль Мегрэ в котором сыграл Жан Ришар.